# Малиновка (Кемеровський округ)
Мали́новка (рос. Малиновка) — присілок у складі Кемеровського округу Кемеровської області, Росія.

## Населення
Населення — 2 особи (2010; 1 у 2002).
Національний склад (станом на 2002 рік):
- росіяни — 100 %